# Fort Grosso
Fort Grosso jedan je od najstarijih pulskih fortifikacijskih objekata koji se nalazi na štinjanskom brdu i poluotoku Monte Grosso. Tvrđava je velika, polukružnog oblika, a sa sjeveroistočne strane nalaze se simetrične prostorije. Utvrdna je kula i ima martello toranj, kao i stubište koje vode do krova. Tvrđava se nalazi duboko u šumi. Od 1856. godine do 1893. godine, tamo je bila vojna vodosprema. Godine 1914. u nju se smješta skladište oružja i vojna klupska prostorija, dio tvrđave srušen je 1989. godine radi izgradnje još jedne vojne vodospreme. Oštećena u njemačkom bombardiranju 7. veljače 1945. godine u Drugom svjetskom ratu, što je uzrokovalo i požar u utvrdi. Napravljena joj je najmodernija zaštita i uređen je martello toranj 2014. godine. Utvrda ima i svoju bitnicu koja je oštećena u Drugome svjetskom ratu.

## Pročitaj
- Pulske fortifikacije
- Nacionalna udruga za fortifikacije Pula